# Маида
Ма́ида (итал. Maida) — коммуна в Италии, располагается в регионе Калабрия, подчиняется административному центру Катандзаро.
Население составляет 4337 человек, плотность населения составляет 74,5 чел./км². Занимает площадь 58,2 км². Почтовый индекс — 88025. Телефонный код — 0968.
Покровителем населённого пункта считается святой Франциск из Паолы. Праздник ежегодно празднуется 2 апреля.